# الآن وقت تبادل الحب (كتاب)
الآن وقت تبادل الحب وبالتركية "Şimdi Sevişme Vakti" هو كتاب شعر للكاتب التركي سعيد فائق نشر في عام 1953. وهو كتاب الشعر الوحيد للكاتب.
يعتقد أن أول اسم للكتاب كان «كوبري». وحتى أن المجلات قد نشرت إعلانات بهذا الاسم إلا أنه وفقاً تيرالي قرر سعيد فائق بعد ذلك أن يكون اسم الكتاب الآن وقت تبادل الحب. وأول طبعة للكتاب نشرتها دار التجديد والطبعة الثانية دار الوجود للنشر في عام 1958.
عرفت ميول عباسي يانيق للشعر في فترة شبابه، وقد كتب الكاتب أول أشعاره «حمال» في فترة مراهقته في آدابازاري. وقد ترك الكاتب كتابة الشعر في فترة شبابه واتجه للقصة القصيرة. ثم رجع مرة أخرى للشعر فجمع كل أشعاره في كتاب الآن وقت تبادل الحب. وحتى صدور الكتاب كان قد نشر 12 قصيدة في مجلات مختلفة باستثناء الحمال. وبعد صدور الكتاب وصل إلى 26 قصيدة. كما كان للكاتب ميل للشعر في قصصه. وبلغ مجموع الأشعار التي نشره 39 قصيدة، لكنه لم يقيم كشاعر في الوسط الأدبي.
انتهج سعيد فائق في أشعاره مفهوم الشعر الحر الذي ينتهجه صديقه أورخان ولي قانيق.